# Stínava
Stínava è un comune della Repubblica Ceca facente parte del distretto di Prostějov, nella regione di Olomouc.